# Benoît Gillain
Pour les articles homonymes, voir Gillain.
Benoît Gillain, dit Benoît ou Benoist, né le 30 août 1938 à Dinant (province de Namur) et mort le 12 octobre 2016 à Paris 14e et fils de Jijé (Joseph Gillain), est un auteur de bande dessinée, publicitaire et graphiste designer belge francophone, connu pour être le créateur de Bonux Boy.

## Biographie
Benoit Marcel Eugène Ghislain Gillain naît le 30 août 1938 à Dinant,,. Il est l'aîné des enfants de Joseph et Annie Gillain. Il grandit près de ses jeunes frères Philippe et Laurent et de ses sœurs dont Dominique qui est devenue peintre,, tout en voyageant beaucoup ; ainsi, en 1948, la famille émigre aux États-Unis et, flanquée de Franquin et Morris, elle débarque à New York et traverse l'Amérique en voiture, direction Los Angeles, puis, faute de visa, ils franchissent la frontière et s'établissent à Tijuana où ils vivent trois mois, puis à Cuernavaca pendant près de six mois. Ce périple est décrit sous forme de bande dessinée par Yann et Olivier Schwartz en 2012 – l'album est publié aux éditions Dupuis sous le titre Gringos locos et auquel il s'oppose, la vision étant caricaturale : « Les auteurs n'ont jamais connu mon père. Il n'avait rien à voir avec ce grossier personnage. ». Jijé s'installe ensuite avec sa famille à Wilton, dans le Connecticut, près de New York. Il a gardé un souvenir marquant de cette épopée. De retour en Europe, Jijé installe sa famille à Cassis puis à Juan-les-Pins. Jijé lui apprend tout notamment à dessiner. Vers 14-15 ans, Benoît Gillain décide d'abandonner l'école à Cannes et il se voit confier quelques encrages de Blondin et Cirage : « Le premier boulot que j’ai fait pour lui (Jijé), il me mettait une croix dans les espaces que je devais noircir et je faisais comme ça toutes les surfaces des costumes, des décors, etc. » ; des lettrages inspirés des typographies de Steve Canyon de Milton Caniff et de Terry et les Pirates de George Wunder, et des indications de couleurs au dos des planches, comme c'était usuel à l’époque. Au milieu des années 1950, la famille Gillain déménage à Draveil où Jijé a acheté une vieille orangerie.

### Propres créations
Âgé d’une vingtaine d’années, il commence à publier ses premiers dessins qu’il signe de son prénom seul. Dans le journal Spirou, il réalise un petit conte de Noël intitulé L'Arbre de Noël de Franz avec le scénariste Octave Joly en décembre 1957 et Joseph l’inventeur, clin d’œil explicite à la fantaisie inventive de son père pour ce même hebdomadaire le 30 juillet 1959,.
Il conçoit une couverture pour Le Moustique en 19 janvier 1958,,, une autre publication des éditions Dupuis. Et toujours la même année, dans Panorama chrétien, l’ancêtre de Télérama, où il crée Bouby, un personnage qui lorgne un peu vers Le Petit Nicolas de Jean-Jacques Sempé. René Goscinny lui écrit d’ailleurs quelques gags.

### Bonux-Boy
Procter & Gamble, une firme américaine spécialisée dans les produits ménagers, lui demande ensuite de peaufiner un petit personnage censé incarner une de leurs lessives. Il crée Bonus-Boy qui sera très vite renommé Bonux Boy, décliné sous la forme de petits fascicules offerts en cadeau. Il en est le directeur artistique. Ce périodique de bande dessinée compte 18 numéros du 1er janvier 1960 au 1er juin 1961, dans lesquels il est à chaque fois présent. 
Sur des scénarios de son frère Philip, il dessine avec son père dans Les Histoires de Bonux-Boy, trois courts récits de 8 planches: Le X. 111 a disparu dans le no 5, Volant vole (no 15), Les 2 font la paire (no 16),.
Outre ses dessins, ceux de son père, on peut y découvrir des récits complets signés par Guy Bara, François Craenhals, Will, Peyo avec la création de Pierrot, René Follet, Jidéhem, Guy Mouminoux, Jean Giraud, Maurice Rosy, Paul Deliège, Jo-El Azara, Herbert ou encore Yvan Delporte,.

### Publicitaire
Il lance une maison d'édition à Paris, appelée P.É.G. (Productions Éditions Graphiques). Entre 1966 et 1968, P.E.G. lance Total Journal, un autre magazine promotionnel pour enfants, distribué dans les stations-service du géant pétrolier. Les rédacteurs de cette publication sont Pierre Christin et Jean-Claude Mézières, les futurs auteurs de Valérian et Laureline, tandis que les contributeurs réguliers sont Claire Bretécher, Gotlib, Nikita Mandryka, Jean Giraud et Jijé. Il s'éloigne finalement de la bande dessinée et se concentre sur d'autres travaux publicitaires,. Il possède sa propre entreprise, Benoît Gillain Design et Communication, à travers laquelle il conçoit des campagnes pour la maison de haute couture Lanvin, les parfums Givenchy, Legrand, un spécialiste de l’appareillage électrique et la chaîne de magasins Fnac,. Le futur dessinateur de bande dessinée Marc Malès commence sa carrière au sein de l'agence Gillain.

### Graphiste
En 2010, il réalise la conception graphique de l’ouvrage Joseph Gillain, peintures et sculptures, le catalogue raisonné de l’œuvre peint et sculpté de Joseph Gillain réalisé par François Deneyer et publié à l’occasion du trentième anniversaire de la disparition de Jijé. Une exposition montée par François Deneyer se tient à La Maison de la bande dessinée à Bruxelles de juin à octobre 2010,.
Puis trois ans plus tard, il réalise aussi la conception graphique d'une luxueuse édition en noir et blanc en grand format et de deux aventures de Jerry Spring, Golden Creek et Yucca Ranch, enrichies d’inédits en album (Love and Learn, de mai-juin 1950, et Sitting Bull, de 1960) ; deux albums au tirage limité à 300 exemplaires publiés par François Deneyer.
Il se fait maquettiste pour l'ouvrage de François Deneyer Quand Gillain raconte Jijé dont la réalisation prend huit mois, publié aux éditions Dupuis en 2014 et dans lequel il rend ici hommage à son père, lui aussi.

### Fin de vie
À la fin de sa vie, il est souvent interviewé pour la rédaction des dossiers accompagnant les intégrales. En 2016, il témoigne dans le téléfilm Lucky Luke, la fabrique du western européen de Guillaume Podrovnik
,.
Il meurt le 12 octobre 2016 à Paris 14e, à l'âge de 78 ans,,,.

## Parentèle
Il est le neveu d'Henri Gillain. Il est parent au 5e degré avec Thomas Legrain.

## Publications

### Publications en revues et journaux

#### DansSpirou
- L'Arbre de Noël de Franz avec le scénariste Octave Joly, 4 planches dans la série Les Belles Histoires de l'Oncle Paul, no 1027 du 19 décembre 1957[23].

#### DansLe Journal de Mickey
- Publicité Le Trésor de Bonux-Boy dans les nos 343 en 1958 à 346 en 1959 et dans les nos 459 à 468 en 1961[24].

#### DansFripounet et Marisette
- Publicité Bonus boy joue au corsaire dans les nos 49 à 52 en 1958 et Deux mystérieux visiteurs dans les nos 12 à 20 en 1959[25].

#### DansL'Intrépide
- Publicité Bonus boy dans les nos 474 à 477 en 1958[26].

#### DansCœurs vaillants
- Publicité Bonux boy dans les nos 49 à 52 en 1958 et dans les nos 11 à 27 en 1961[27].

#### DansTintin
- Publicité Bonux-Boy joue au corsaire dans les nos 532 à 535 en 1959 et La Chasse au trésor dans les nos 646 à 656 en 1961 pour l'édition française ainsi que Bonux-Boy joue au corsaire dans les nos 8 à 11 en 1960 et Le Trésor de Bonux-Boy dans les nos 12 à 14 en 1960 pour l'édition belge[28].

#### DansBonux Boy
- Le X. 111 a disparu (8 planches), dessin Jijé et Benoît, scénario Philip (dans Les Histoires de Bonux-Boy no 5, octobre 1960)
- Volant vole (8 planches), dessin Jijé et Benoît, scénario Philip (dans Les Histoires de Bonux-Boy no 15, septembre 1961)
- Les 2 font la paire (8 planches), dessin Jijé et Benoît, scénario Philip (dans Les Histoires de Bonux-Boy[13] no 16, octobre 1961).

#### DansPilote
- Publicité La Chasse au trésor dans les nos 71 à 80 en 1961[29].

#### DansLisette
- Publicité La B.A. de Bonux-Boy dans les nos 11 à 19 en 1961[30].

#### DansRecord
- Supplément Concours santé-sobriété dans le no 4 en 1962[31].

### Artbook
- Christelle Pissavy-Yvernault et Bertrand Pissavy-Yvernault, Franquin, Morris, Jijé, Sempé... : 200 couvertures inédites pour le journal Le Moustique, Marcinelle, Dupuis, 1er novembre 2015, 312 p., ill. ; 29,8 cm (ISBN 978-2-8001-6571-4, présentation en ligne).

## Postérité
Son père réalise une statue en 1943 qui le représente enfant alors âgé de cinq ans agenouillé en chemise à manche courte et en pantalon court les mains tenant les mollets.